# マッキーノ

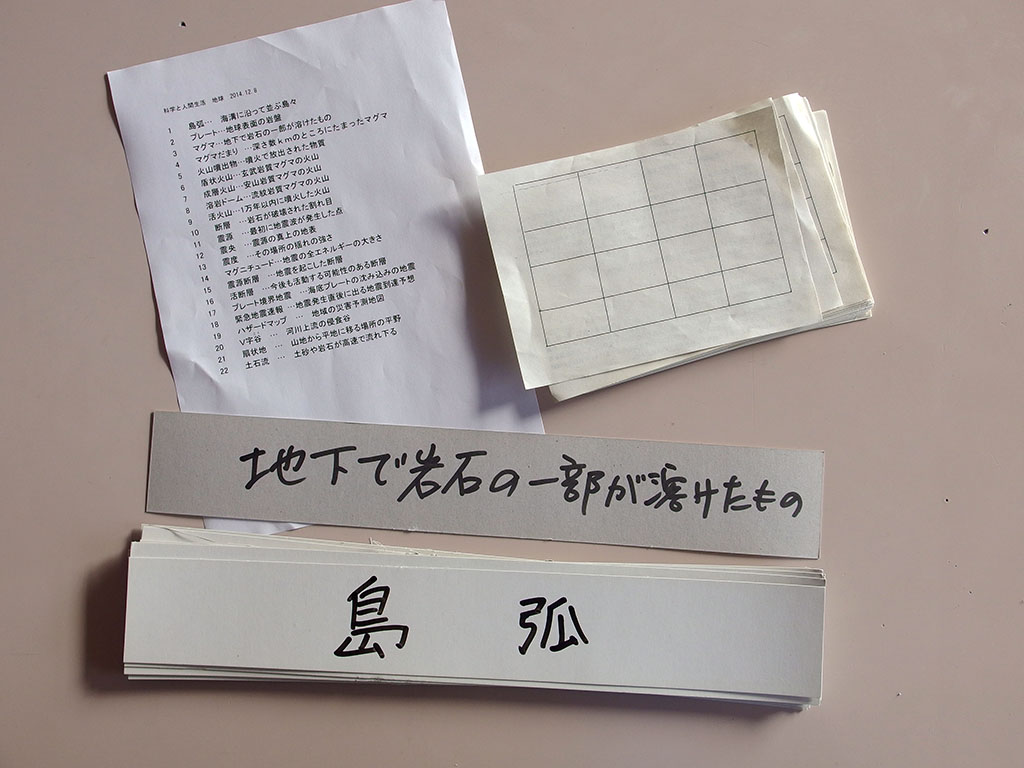
マッキーノリスト・マッキーノ用紙・フラッシュカードの例

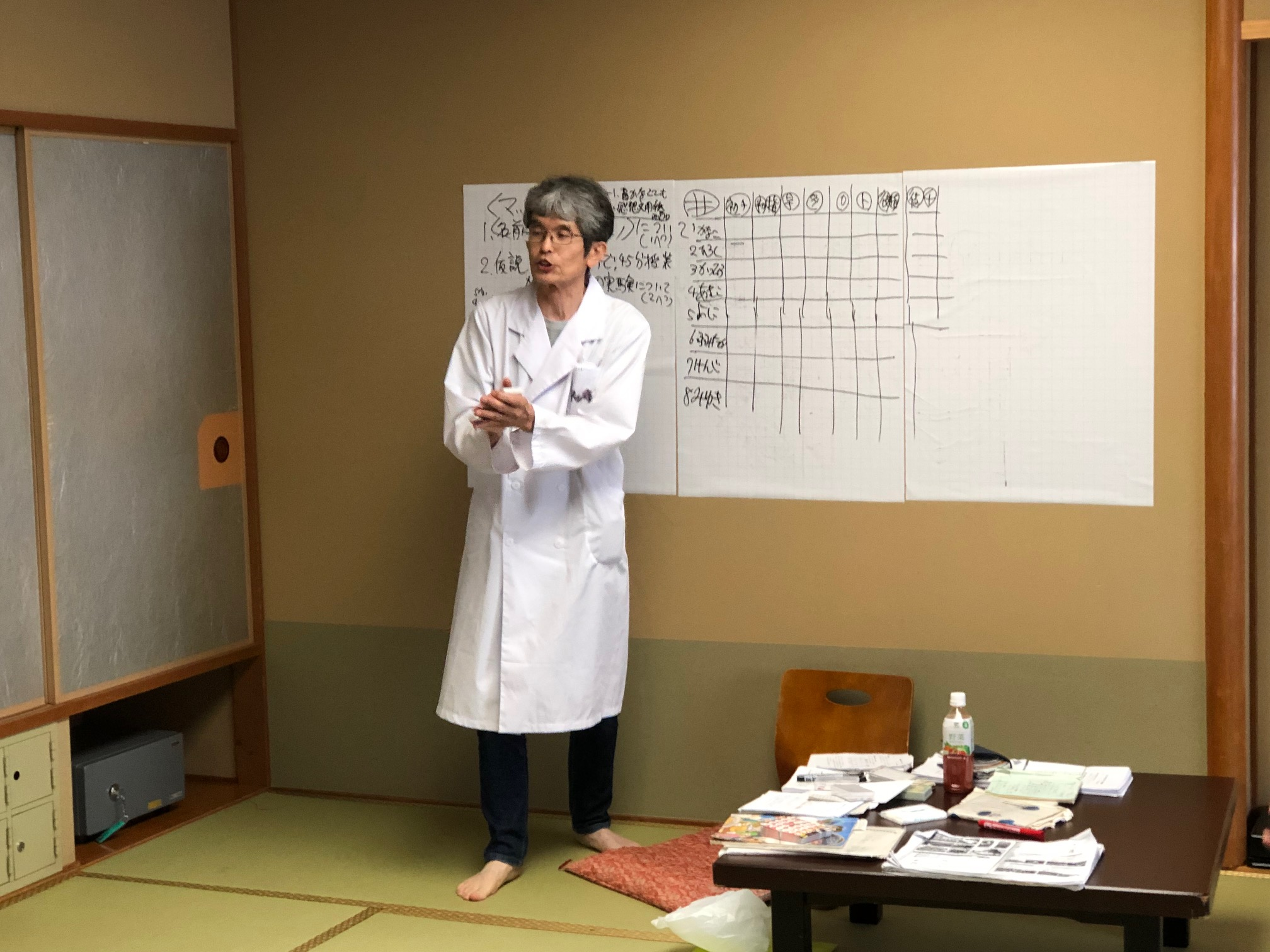
仮説実験授業夏の全国大会鶯宿大会で発表する牧野英一氏。2019年。

マッキーノ（MacKino）とは1987年に牧野英一（まきのひでかず）によって発表された、ビンゴゲームを改良した暗記ドリル。児童生徒に22個の「用語リスト」から16語を選ばせて、16マスの用紙に用語を書かせてゲームを行う。独特の賞を出すなど、最後まで子どもを飽きさせない運営方法を用いる。
着想の元は池田基博の「原子記号ビンゴ」。高橋俊文により「漢字マッキーノ」という運用法も考案され、理科、国語、算数、社会、英語、書道など、多くの科目でマッキーノは実践された。ただし、暗記するに値する内容でないと効果が上がらないため、22個の用語リストの選定が重要となる。

## 概要
最初、牧野英一はこの暗記方法のことを「教科書用語ビンゴ」と呼んでいた。「マッキーノ」というゲーム名を考案したのは牧野の共同研究者の高橋道比己である。高橋道比己は旧来あったビンゴゲームがキノゲームとも呼ばれることをとらえて、「キーノ（キノ）に似てキーノにあらず」と否定の接頭語a-をつけてア・キーノとし、転じて「マッキーノ」と名付けた。牧野はこれを受けて英語表記を「mac＝息子」とくっつけて「mackino(ビンゴの息子)」とした。牧野の実験結果ではほとんどの生徒が事後テストで満点近い成績を示し、用語の暗記に十分な効果があることが確認された。

## ゲームの方法
牧野は「多数の授業結果で得られた経験則」であるとしていて、以下をマッキーノの運営方法とした。

### 準備
1. 教師は教科書等から暗記させたい22個の用語を選び、簡単にまとめた意味をつけた表を作る。これを「マッキーノリスト」という。
  - 用語は予習としてこれから授業する範囲から選ぶ。
2. リストとは別に、縦横4マスの表を印刷した紙を大量に準備しておく。これを「マッキーノ用紙」という。
3. さらに、用語をおもて面に書き、裏面に意味を書いたカードをリストと同じ22枚作る。これを「フラッシュカード」という。

### ゲーム

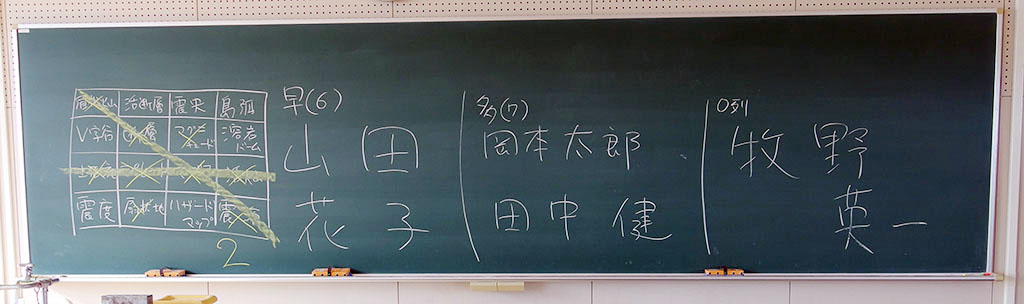
マッキーノの板書例

1. 教師はリストと用紙を配る。生徒は配られた用紙のマス目に、リストにある22個の用語から16個を選んでランダムに書き込む。
  - このとき最初は教師も見本として、黒板にマス目を書いて参加すると良い。結果として教師が賞を取ってもかまわない。
2. 教師は22枚のフラッシュカードから1枚ずつ引き、出たカードの意味を読み上げる。これを16枚引く。
3. 生徒は意味を聞いて、マス目に該当する用語があったらチェックする。塗りつぶしても斜線を引いても〇で囲んでもよい。
  - 最初のうちは生徒はリストを見て、該当する用語を探すが、回数を重ねるとリストを見なくても意味を聞いただけで該当する用語をチェックできるようになる。この過程が暗記の訓練になっている。
4. チェックした用語が、マス目の縦横斜めいずれか4個つながった場合「マッキーノ」と声を出してアピールする。これは最初に4個つながった生徒のみが行うことができ、「早上がり賞」という。
5. 教師は早上がり賞の生徒の名前を黒板の3分の1を使って大きく書いて、みんなで称える[注釈 3]。(板書例の写真も参照)
6. その後もカードを引き続け、16枚引いたら終了する。
7. 生徒は縦横斜めに4個つながった列を数える。16マス当たれば10列、4隅以外の1マス外れると8列となる[注釈 4]。
8. 教師は最大列の「10列の人いますか？」と聞く。いなければ順に8列の人、7列の人……と聞いていき、該当生徒が出るまで聞く。該当生徒は手を上げる。最も多く列ができた生徒が「最多列賞」となり、黒板の3分の1を使って大きく名前を書いてみんなで称える。
9. 最後に一列もできなかった生徒を確認し、それも「0列賞」として同様にみんなで称える。表彰では3人の名前が黒板に大きく書かれることになる。

### 評価・留意点
1. 同一リストで6 - 10回繰り返したら確認テストを行う、生徒は空欄のマッキーノ用紙を用いて、教師は引いたフラッシュカードの意味を読みあげる。生徒は用語リストを見ずに該当の用語をマスに書き込む。
2. 生徒はマッキーノを何度もやりたがる傾向があるが、教師は1回の授業につきマッキーノ1回を守る。

## ビンゴからの改良点
牧野英一に影響を与えたのは池田基博の「原子記号ビンゴ」だった。池田の方法は「32個の原子記号から25個選ぶ」ものだった。牧野はこれを中学校の理科の授業で追試していくうちに問題点を感じた。池田の方法は「教師が引くカードの枚数」が決まっておらず、生徒の上がり具合を見て20枚ぐらいがちょうどよいとしていた。しかし、先に上がってしまった生徒はその後のモチベーションが下がる欠点があった。また、生徒からも「書くのが疲れる」という感想が出始めたこともあり、牧野は用語の数を減らしてみることにした。池田の25マスから16マスに減らし、教師はカード22枚から16枚引いて終わるやり方を試した。その結果、生徒の評価も良く、教員の負担も少ないことが分かった。さらに上がった生徒がその後の目標を失うことを避けるため、最多列賞と0列賞を考案し、こうして最後まで全生徒が楽しめる方法が完成した。牧野は1年間マッキーノをやり続けて、賞の記録をつけて「年間賞」も考案している。
また特に出る確率の低い「4枚目で上がったもの」を「究極早上がり賞」、10列できたものを「究極最多列賞」と名付けている。年間賞には多数回やっても黒板に名前が書かれなかったものに「皆無賞」も出している。
高橋道比己は牧野の数年間の実施結果で判明した、各賞の出る確率を統計的計算と比較し、牧野の定めたリストの数を変化させると早上がり賞の出る確率が大きく変化し、ゲームの楽しさに大きな影響を与えることを明らかにした。この結果、「牧野の定めたルールは守るに値するもの」と評価した。

## 漢字マッキーノ

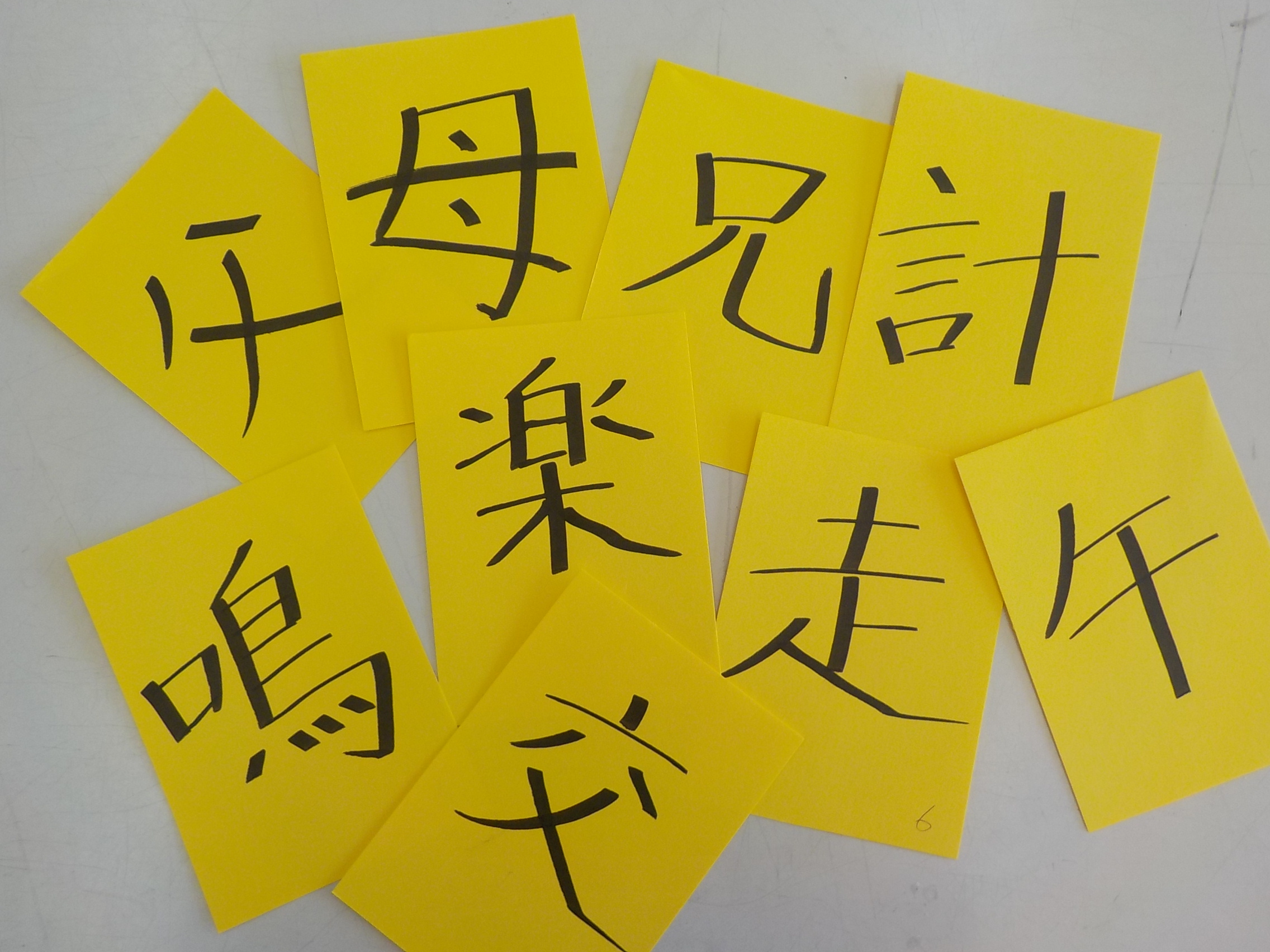
漢字カードの例。漢字マッキーノの場合、市販の漢字ドリルをリストに使うこともある。

高橋俊文は、牧野の実践を知って1992年に小学校低学年で漢字マッキーノを行った。マッキーノリストとフラッシュカードには、「漢字」と「ひらがなのよみ」をセットにする。

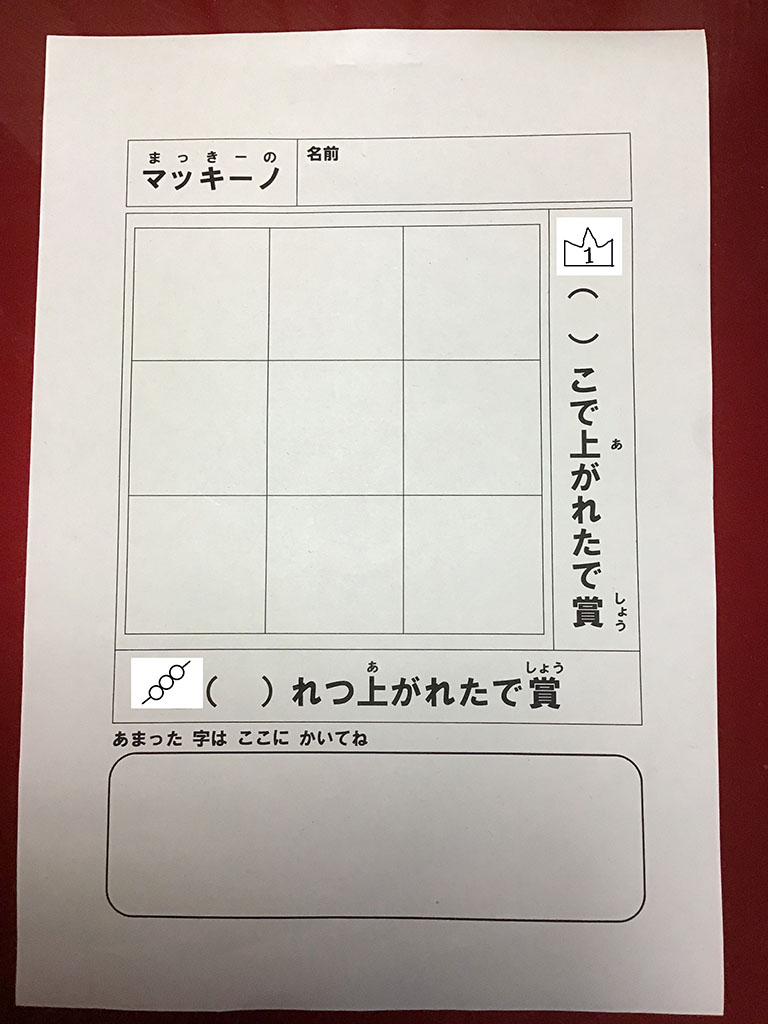
漢字マッキーノ用紙の例

子どもはマスに「漢字」を書き、引いたカードの「読み」を聞いてチェックする。最初は牧野の方法通りにやってみたが、22個から16個の漢字を書かせるのは低学年では時間がかかって大変であることと、予習だと子どもが新出漢字の書き方が分からないという結果を見て、「復習で行う」ことに方針を変えた。さらに実験授業の結果、「14個の漢字リストから9個の漢字や熟語を選ばせる」「フラッシュカードは9枚引いて終わる」と3賞のバランスが良くなり、短時間で決着が付くことを発見した。さらに「5回やったら確認テストを行う」ことも決めて、これを「漢字マッキーノ」の運営法とした。このタイプの漢字マッキーノも追試され小学校で実績を上げている。

## マッキーノの普及
牧野は「集団でたのしく覚える方法ということではすごい発明ではないか」と述べているが、牧野の発表を聞いた仮説実験授業全国合宿研究会や仮説サークルの中では「本当にゲームだけをしていて覚えられるのか」と懐疑的な反応が多かった。転機となったのは1998年の竹田美紀子の「なぜだか分からないけど、漢字マッキーノをやると漢字が覚えられる」という報告である。竹田は小学校2年と6年で漢字マッキーノを実験した結果、それまでの「漢字5問テスト」の教え方よりもはるかに子どもたちが良く漢字を覚えるという実験結果を報告した。
これを読んだ高橋俊文は自身が考案した漢字マッキーノの有効性を再確認し、それまで低学年でしか使えないと考えていた漢字マッキーノを高学年まで使うことにし、小学校全学年で有効であることを確認した。
これ以降、マッキーノは小学校から大学までの多くの教員によって、理科、国語、社会、数学、書道、英語など様々な教科で試され、暗記に有効であることが確認された。

## 適用限界
高橋俊文は小学校でマッキーノを行ううちに、リストの内容によっては子どもたちの事後テストの出来がガクンと下がることがあることに気がついた。高橋はその原因として「マッキーノで暗記させる内容は何でも良いのではなく〈暗記するに値する内容〉でないと効果を発揮しない」ことを発見した。高橋は「明らかに覚えても役に立たない内容」や「暗記する対象が多すぎるもの」はマッキーノに適さないとして、「22個のリストに収まる内容」を教師がよく考えることが必要だとしている。高橋はマッキーノに適する内容として「学んでたのしいと思えるもの」「生活の中で役に立つもの」「未知の世界を見通すことができるもの」をあげ、「子ども中心主義のドリル」であるべきと主張した。

## 関連書籍
- 『カリキュラムセット マッキーノ』名古屋仮説会館、1992年。全国書誌番号：23332765
- 『カリキュラムセット マッキーノ2』名古屋仮説会館、1995年。
- 『たのしくドリル・マッキーノ』「たのしい授業」編集委員会 編集（編集代表 板倉聖宣）、仮説社、第2版、2011年、ISBN 978-4773502244。